# Jeneverbesspanner
De jeneverbesspanner (Thera juniperata) is een nachtvlinder uit de familie Geometridae (spanners). De vlinder heeft een voorvleugellengte van 11 tot 14 millimeter. Hij komt verspreid voor over Europa en Noord-Amerika. De soort overwintert als ei.

## Waardplant
De jeneverbesspanner heeft jeneverbes en andere coniferen als waardplanten.

## Voorkomen in Nederland en België
De jeneverbesspanner is in Nederland en België een algemeen voorkomende soort. De vliegtijd is van eind september tot halverwege november in één generatie.